# ربيعة (العراق)
ربيعة مدينة عراقية وناحية تتبع إداريا قضاء تلعفر في محافظة نينوى غربي مدينة الموصل شمال العراق. تقع بالقرب من الحدود العراقية السورية وتقريبا جميع سكانها من قبيلة شمر. وهي ملتصقة بمدينة اليعربية السورية في محافظة الحسكة على الجانب السوري من الحدود، والتي أيضا أغلب سكانها من قبيلة شمر. يقطنها أيضا سكان من عشائر أخرى منها عشائر ميران الكردية وعشائر الزبيد العربية.
تشكل مدينتا ربيعة واليعربية أكبر تواجد لقبيلة شمر في شمال العراق.

## تدمير مدينة ربيعة احداث 2014
بعد أحداث الموصل وسيطرة تنظيم الدولة المعروف ب(داعش) على شمال العراق بقيت ناحية ربيعة هادئة لم تشهد اشتباكات، ثم سيطرت مليشيات البيشمركة الكردية على ناحية ربيعة فترة أسبوع رغم كونها منطقة عربية صرفة. بعد ذلك، انسحبت قوات البيشمركة الكردية دون قتال بعد دخول تنظيم الدولة الإسلامية في مناطق أخرى من محافظة نينوى. وفي رمضان 2014 دخل 30 مقاتل من تنظيم الدولة إلى ناحية ربيعة وتمركزوا في مستشفى مدينة ربيعة للعلاج. وقبل العيد يوم عرفة تعرضت ربيعة لقصف عشوائي شديد بالصواريخ وقذائف الهاون دون سابق انذار من قوات البيشمركة الكردية وقوات التحالف ومليشيات البكيكي الكردية السورية وتم تدمير نحو 95% من بيوت مدينة ربيعة وقتل وجرح المئات من المدنيين وهجر الآلاف من السكان وباتوا في العراء ونفذت إعدامات ميدانية للرجال وحرقت جثثهم في الشوارع وخطف نساء واعتقالات وسرقة محتويات البيوت.
أعلن مسؤول في البيشمركة ان ربيعة ستكون جزء من كردستان بسبب المعبر الحدودي وكذالك مدينة اليعربية السورية وكلاهما مدن عربية وتقطنهما قبيلة شمر.
وفي 18 تشرين الأول 2017 انسحبت البيشمركة والميليشيات الكردية والايزيدية من ربيعة ودخلت القوات العراقية إلى الناحية لتعود إلى سيطرة الحكومة العراقية من جديد.